# Albert J. Augustin

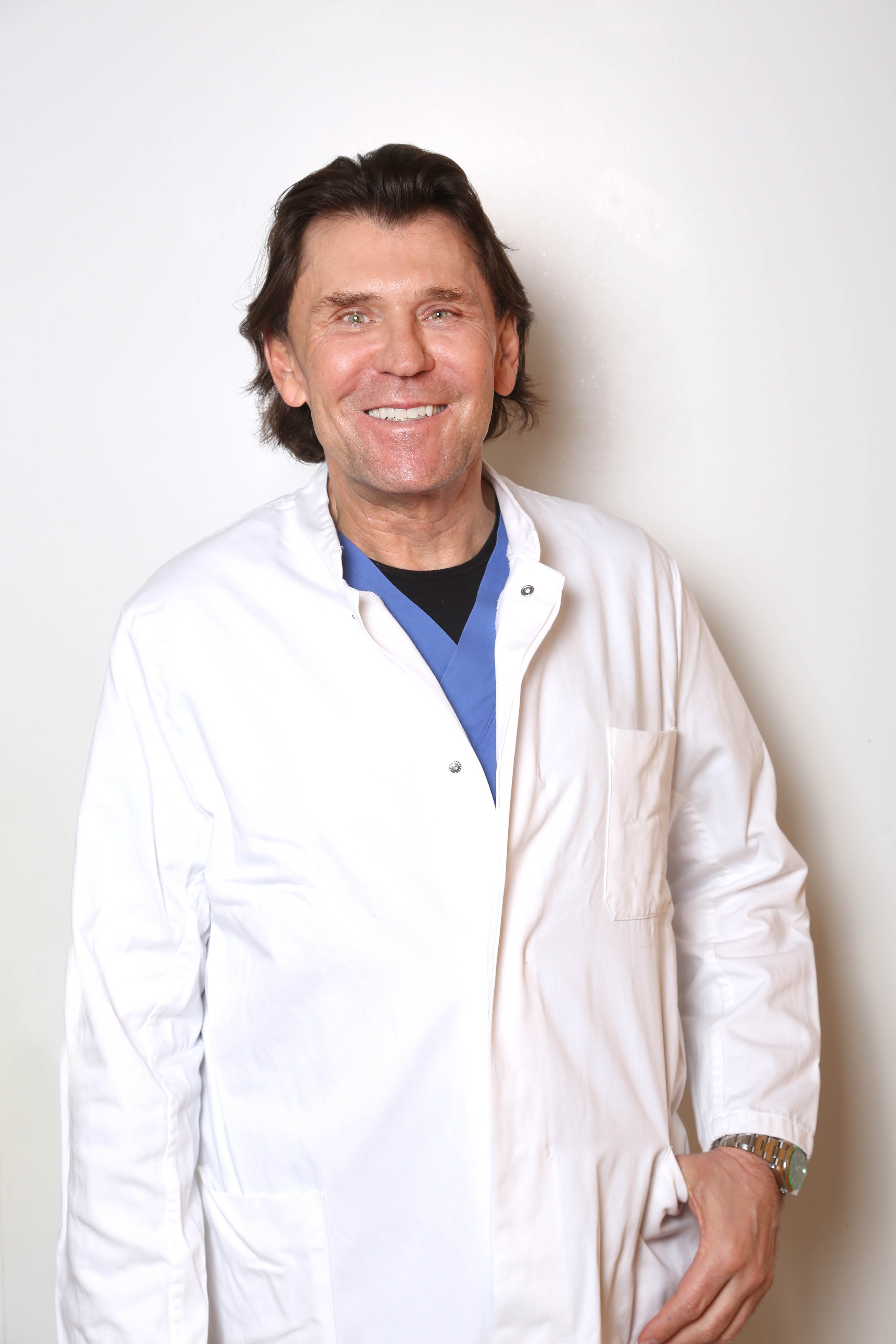
Albert J. Augustin (2024)

Albert J. Augustin (* 16. September 1959 in Würzburg) ist ein deutscher Augenarzt und Direktor der Augenklinik des Klinikums Karlsruhe.

## Leben
Albert J. Augustin wuchs in Sulzfeld am Main in Unterfranken auf. Nach seinem Abitur 1979 am Armin-Knab-Gymnasium in Kitzingen studierte er Biologie und Chemie an der Universität Würzburg. Anschließend studierte er bis 1989 Medizin an den Universitäten Essen, Heidelberg und Würzburg. 1990 folgten die Promotion in Medizin an der Universität Würzburg mit einer Arbeit über Die Beeinflussung der Lipidperoxidation beim mesenterialen Okklusionsschock und die Approbation als Arzt.

## Wissenschaftliches und ärztliches Werk
Bis 1991 arbeitete Augustin als Postdoktorand in Würzburg, Abteilung Physiologie bei J. Lutz zum Thema Oxidative tissue damage following ischemia and reperfusion of the intestine; Burdening of the monocyte-macrophage-system by perfluorochemicals. 1995 wurde er Facharzt für Augenheilkunde nach seiner Ausbildung in der Augenklinik Bonn bei M. Spitznas. 1996 wurde seine Habilitationsschrift Investigation of oxidative and inflammatory tissue damage in hereditary retinal diseases, diseases of the retinal pigment epithelium, experimental uveitis, and dry eyes angenommen. Er erhielt die Venia legendi als Privatdozent für Augenheilkunde. Zudem wurde er Oberarzt an der Universitätsaugenklinik in Bonn.
Von 1998 bis 2001 arbeitete er als Professor für Augenheilkunde an der Universität Mainz. Seit 2001 ist er Direktor der Augenklinik des Städtischen Klinikums Karlsruhe. Augustin ist dazu Visiting Associate Professor in the Department of Ophthalmology, Sackler Faculty of Medicine, Tel Aviv.
Augustin hat diverse Publikationen verfasst und ist Mitglied im Editorial Board zahlreicher Fachzeitschriften. Er ist international anerkannter Forscher und Gutachter in den Bereichen "Pathobiochemistry and pathophysiology of oxidative damage to the eye", "Biochemistry of the tear fluid", "Immunology of experimental lens induced and autoimmune uveitis" und "Immunology of Graefe´s disease". Augustin hat für sein Wirken zahlreiche Auszeichnungen erhalten.
Augustin übt mannigfaltige Tätigkeiten in wissenschaftlichen Gesellschaften aus, zum Beispiel seit 2015 als Vize-Präsident der Deutschsprachigen Gesellschaft für Intraokularlinsen-Implantation, DGVII und seit 2018 im wissenschaftlichen Komitee des International Congress on OCT Angiography, En Face OCT and Advances in OCT. Außerdem ist er im Bruno Lumbroso Lecture Committee und im wissenschaftlichen Komitee der FLORetina. Society.
Augustin wurde vor allem bekannt durch seine Entwicklung der Kombinationstherapie bei altersbedingter feuchter Makuladegeneration.

## Auszeichnungen
- 1991: Preis der “Gedenkjahrstiftung” der Universität Würzburg
- 1996: Filmpreis (1. Platz) der German Ophthalmic Surgeons, DOC
- 2010: American Academy of Ophthalmology Achievement Award
- 2015: Goldmedaille der DOC

## Buchpublikationen
- Augustin A.J., Schwegler J.S.: Physiologie für die mündliche Prüfung. Springer Verlag Berlin Heidelberg New York (1st ed. 1992; 2nd ed., 1998; 3rd ed., 2000) ISBN 978-3-540-55656-5
- Collins J.F., Augustin A.J.: Augenheilkunde. Springer Verlag, Berlin Heidelberg New York (1st ed. 1997) ISBN 978-3-540-30454-8
- Augustin A.J.: Augenheilkunde. Springer Verlag, Berlin Heidelberg New York (2nd ed. 2001) ISBN 978-3-540-30454-8
- Augustin A.J., Felzer P.: Rund ums Auge: Frühwarnzeichen erkennen. MVS Medizinverlage Stuttgart (2004) ISBN 978-3-8304-3210-4
- Augustin A.J.: Nutrition and the eye (Karger, 2005) ISBN 978-3-8055-7838-7
- Bandello F, Battaglia Parodi M, Augustin A.J., Iaconon P., Schlingemann R.O., Schmidt-Erfurth U. and Verbraak F.D.: Anti-VEGF. Karger. Freiburg Basel (2010) ISBN 978-3-8055-9529-2
- Augustin A.J.: Intravitreal Steroids. Springer Verlag, Berlin Heidelberg New York (2015) ISBN 978-3-319-14486-3

## Ausgesuchte Veröffentlichungen von Forschungsergebnissen nach Themengebieten
Detection and quantification of inflammation as a major component in the pathophysiology of diabetic retinopathy
- Augustin AJ, Breipohl W, Böker T, Lutz J, Spitznas M. Increased lipid peroxide levels and myeloperoxidase activity in the vitreous of patients suffering from proliferative diabetic retinopathy. Graefe's archive for clinical and experimental ophthalmology. 231(11), 647–650 (1993). PMID 8258399
- Augustin AJ, Spitznas M, Koch F, Grus F, Böker T. Indicators of oxidative tissue damage and inflammatory activity in epiretinal membranes of proliferative diabetic retinopathy, proliferative vitreoretinopathy and macular pucker. German Journal of Ophthalmology. 4(1), 47–51 (1995). PMID 7728110
- Augustin AJ, Grus FH, Koch F, Spitznas M. Detection of eicosanoids in epiretinal membranes of patients suffering from proliferative vitreoretinal diseases. The British Journal of Ophthalmology. 81(1), 58–60 (1997). PMID 9135410
- Armstrong D, Augustin AJ, Spengler R et al. Detection of vascular endothelial growth factor and tumor necrosis factor alpha in epiretinal membranes of proliferative diabetic retinopathy, proliferative vitreoretinopathy and macular pucker. Ophthalmologica. 212(6), 410–414 (1998). PMID 9787233
- Augustin AJ, Dick HB, Koch F, Schmidt-Erfurth U. Correlation of blood-glucose control with oxidative metabolites in plasma and vitreous body of diabetic patients. European Journal of Ophthalmology. 12(2), 94–101 (2002). PMID 12022292

Inflammation as a major pathway in the pathogenesis of dry eye disease
- Augustin AJ, Spitznas M, Kaviani N et al. Oxidative reactions in the tear fluid of patients suffering from dry eyes. Graefe's archive for clinical and experimental ophthalmology. 233(11), 694–698 (1995). PMID 8566825
- Grus FH, Augustin AJ, Evangelou NG, Toth-Sagi K. Analysis of tear-protein patterns as a diagnostic tool for the detection of dry eyes. European Journal of Ophthalmology. 8(2), 90–97 (1998). PMID 9673477
- Grus FH, Augustin AJ. Analysis of tear protein patterns by a neural network as a diagnostical tool for the detection of dry eyes. Electrophoresis. 20(4-5), 875–880 (1999). PMID 10344262
- Grus FH, Dick B, Augustin AJ, Pfeiffer N. Analysis of the antibody repertoire in tears of dry-eye patients. Ophthalmologica. 215(6), 430–434 (2001). PMID 11741110
- Grus FH, Sabuncuo P, Augustin AJ. Analysis of tear protein patterns of dry-eye patients using fluorescent staining dyes and two-dimensional quantification algorithms. Electrophoresis. 22(9), 1845–1850 (2001). PMID 11425241
- Grus FH, Augustin AJ. High performance liquid chromatography analysis of tear protein patterns in diabetic and non-diabetic dry-eye patients. European Journal of Ophthalmology. 11(1), 19–24 (2001). PMID 11284480
- Grus FH, Sabuncuo P, Herber S, Augustin AJ. Analysis of tear protein patterns for the diagnosis of dry eye. Advances in Experimental Medicine and Biology. 506(Pt B), 1213–1216 (2002). PMID 12614054

Development of combination therapy in neovascular AMD
- Augustin AJ, Dick HB, Offermann I, Schmidt-Erfurth U. Bedeutung oxidativer Mechanismen bei Erkrankungen der Netzhaut. Klinische Monatsblätter für Augenheilkunde. 219(9), 631–643 (2002).
- Augustin AJ, Schmidt-Erfurth U. Verteporfin and intravitreal triamcinolone acetonide combination therapy for occult choroidal neovascularization in age-related macular degeneration. American Journal of Ophthalmology. 141(4), 638–645 (2006). PMID 16564797
- Augustin AJ, Schmidt-Erfurth U. Verteporfin therapy combined with intravitreal triamcinolone in all types of choroidal neovascularization due to age-related macular degeneration. Ophthalmology. 113(1), 14–22 (2006). PMID 16360209
- Schmidt-Erfurth U, Michels S, Augustin A. Perspectives on verteporfin therapy combined with intravitreal corticosteroids. Archives of Ophthalmology. 124(4), 561–563 (2006). PMID 16606885
- Augustin AJ. Change of treatment paradigms for wet age-related macular degeneration. European Pharmacotherapy(1), 1–6 (2006).
- Augustin AJ, Schmidt-Erfurth U. Verteporfin therapy and triamcinolone acetonide: convergent modes of action for treatment of neovascular age-related macular degeneration. European Journal of Ophthalmology. 16(6), 824–834 (2006). PMID 17191188
- Augustin AJ, Offermann I. Combination therapy for choroidal neovascularisation. Drugs & Aging. 24(12), 979–990 (2007). PMID 18020531
- Augustin AJ, Puls S, Offermann I. Triple therapy for choroidal neovascularization due to age-related macular degeneration: verteporfin PDT, bevacizumab, and dexamethasone. Retina (Philadelphia, Pa.). 27(2), 133–140 (2007). PMID 17290193
- Augustin AJ, Scholl S. Combination Therapy for Wet Age-related Macular Degeneration. European Ophthalmic Review. 03(02), 98 (2009).
- Augustin A. Triple therapy for age-related macular degeneration. Retina (Philadelphia, Pa.). 29(6 Suppl), S8-11 (2009). PMID  19553805

## Mitglied im Editorial Board wissenschaftlicher Zeitschriften
- Case Reports in Ophthalmology[6]
- Clinical Practice, published under Future Science Group Ltd.
- Ophthalmology Times
- Retina Today[7]
- Ophthalmic Research
- Journal of VitreoRetinal Diseases[8]
- Opthalmo-Chirurgie[9]
- American Journal of Clinical Case Reports

## Bundesweite und internationale Fachmitgliedschaften
- Deutsche Ophthalmologische Gesellschaft (DOG)
- American Academy of Ophthalmology (AAO)
- Deutschsprachige Gesellschaft für Intraokularlinsen-Implantation, interventionelle und refraktive Chirurgie (DGII)
- International Society of Eye Research (ISER)
- Association for Research in Vision and Ophthalmology (ARVO)
- European Society of Vision and Eye Research (EVER)
- International Society on Oxygen Transport to Tissue (ISOTT)
- American Society of Cataract and Refractive Surgery ASCRS
- Retinologische Gesellschaft
- American Society of Retina Specialists (The Vitreous Society)
- Club Jules Gonin
- The Macula Society
- The Retina Society